# لالپه
لالپه (به لاتین: Lalpe) یک منطقهٔ مسکونی در سری‌لانکا است که در استان جنوبی (سری‌لانکا) واقع شده‌است.